# Ilomilo
"Ilomilo" (estilizado em letras minúsculas) é uma canção da cantora norte-americana Billie Eilish, gravada para seu álbum de estreia When We All Fall Asleep, Where Do We Go? (2020). Foi composta por Eilish e seu irmão Finneas O'Connell, que também produziu. A faixa foi enviada para rádios mainstream na Itália em 10 de abril de 2020, através da Darkroom e Interscope Records, servindo como o sétimo single do álbum. A canção alcançou o número 62 na Billboard Hot 100 dos Estados Unidos.

## Antecedentes
A música foi inspirada no jogo de computador de mesmo ano, que é um quebra-cabeça de 2010 em que o objetivo é reunir dois personagens chamados "Ilo" e "Milo". A música também foi parcialmente inspirada no romance e filme Bridge to Terabithia. Em uma entrevista com o criador do YouTube The Hot Ones, Eilish afirma: "Eu costumava jogar muito ilomilo. Adorei o ilomilo, que era o meu jogo favorito no mundo. É nesse jogo que são essas duas pequenas criaturas – uma é chamado ilo e o outro é chamado milo. É esse tipo de mundo antigravitacional, onde há todos esses pequenos blocos e eles começam separados um do outro. A ideia é que você apenas se envolve e quando eles se abraçam, apenas se abraçam, não há prêmio".
Em entrevista à MTV, Finneas afirma que "eu gosto de músicas que existem com o conhecimento de outras músicas. Elas não estão ligadas porque precisam uma da outra, necessariamente, mas são como dois episódios diferentes da mesma TV" Apenas pequenas coisas divertidas, como tocar músicas umas nas outras, fazem com que pareça um álbum completo".

## Composição
A música é uma música de ritmo médio que é tocada na tecla Dó menor, enquanto os vocais de Eilish abrangem uma faixa de sol3 a láb4. A primeira metade é moderadamente rápida a 120 batimentos por minuto (BPM). O gênero da música é Indie Pop.
"Ilomilo" é sobre uma pessoa sendo separada de alguém que ela ama muito e está tentando encontrá-la novamente. Nela, Billie canta sobre estar sozinha e não querer perder seu amado. Ela também parece referenciar um relacionamento fracassado cantando: "Eu só queria proteger você, mas agora nunca vou conseguir". Ela tem medo de que seu ente querido vá embora e nunca mais volte. Ela acredita que o amor que compartilham é incomparável com o que encontrará no mundo exterior. Por fim, a música termina com o refrão, onde ela percebe que está sozinha e que seu amado se foi. Ela não sabe onde eles estão e se pergunta se eles voltarão. O desejo de Eilish de que seu ente querido "volte para casa" é tão forte que ela nem se importa se eles estão sob falsas pretensões.
A música é apresentada nos segundos finais de "Bury a Friend". Há referências líricas a "Enterrar um amigo" em "Ilomilo": "Os amigos que eu tive que enterrar, me mantêm acordada à noite". Os fãs especularam que as duas músicas estão ligadas, mas Finneas diz que a conexão é mais sobre fazer o álbum parecer coeso.

## Lançamento e recepção
Após o lançamento de When We All Fall Asleep, Where Do We Go?, "Ilomilo" estreou no número 62 da  Billboard Hot 100 dos EUA por uma semana durante o início de abril de 2019. Também liderou as tabelas em vários países, incluindo: Alemanha, Austrália, Canadá, Países Baixos e Suécia. Foi certificado em ouro no Canadá, Austrália e Estados Unidos. Mais tarde, foi lançado como o sétimo single do álbum em 10 de abril de 2020.
"Ilomilo" foi recebido com uma avaliação crítica após o lançamento. A Insider colocou a música no número 13 da lista Todas as músicas de Billie Eilish, classificadas, com Libby Torres a chamando de "uma música cativante e de ritmo médio com letras incrivelmente relacionadas". Circa the Future chamou isso de "uma música subestimada" e que "seus vocais delicados brilham nessa música impressionante" Chris DeVille, do Stereogum, chamou a música de faixa "estridente" e que a música "parece estar lutando" com seu lugar em um mundo destruído pela tragédia".

## Créditos
Créditos adaptados do Tidal.
- Casey Cuayo - assistente de mixagem, equipe de estúdio
- John Greenham - engenheiro de masterização, equipe de estúdio
- Rob Kinelski - mix, equipe de estúdios
- Billie Eilish O'Connell - voz, composição
- Finneas O'Connell - produtor, composição